# Грчка на Европском првенству у атлетици у дворани 1971.
Грчка је учествовала на 2. Европском првенству у дворани 1971. одржаном у Софији, (Бугарска), 13. и 14. марта. У другом учешћу на европским првенствима у дворани репрезентацију Грчке представљала су 5 атлетичара који су се такмичили у шест дисциплина.
На овом првенству Грчка није освојила ниједну медаљу. У табели успешности према броју и пласману такмичара који су учествовали у финалним такмичењима (првих 8 такмичара) Грчка је једним такмичарем и 4 бодова. делила 18. место са Белгијом, од  21 земље које су имале представнике у финалу.. Укупно су учествовале 23 земаље. Једино Турска и Данска нису  имала представника у финалу.
| Пл. | Земља | 1. место | 2. место | 3. место | 4. место | 5. место | 6. место | 7. место | 8. место | Бр. фин. Бод. |
| --- | ----- | -------- | -------- | -------- | -------- | -------- | -------- | -------- | -------- | ------------- |
| 18. | Грчка | −        | −        | −        | −        | 1 − 4    | −        | −        | −        | 1 − 4         |

## Учесници
| Бр. | Дисциплина    | Мушкарци                  | Жене | Укупно |
| --- | ------------- | ------------------------- | ---- | ------ |
| 1.  | 60, м         | Василиос Папагеоргопулос  |      | 1      |
| 2.  | 800 м         | Ставрос Менингис          |      | 1      |
| 3.  | 1.500 м       | Спилиос Захаропулос       |      | 1      |
| 4.  | 60. м препоне | Ефстратиос Василику       |      | 1      |
| 5.  | Скок увис     | Василиос Папагеоргопулос* |      | 1      |
| 6.  | Скок мотком   | Христос Папаниколау       |      | 1      |
|     | Укупно (6)    | 5                         | 0    | 5      |

- звездицом је означен такмичара који је учествовао у још некој од дисциплина

## Резултати

### Мушкарци
| Атлетичар                 | Дисциплина   | Лични рекорд | Квалификације | Квалификације | Полуфинале       | Полуфинале       | Финале           | Финале      | Детаљи |
| Атлетичар                 | Дисциплина   | Лични рекорд | Резултат      | Место         | Резултат         | Место            | Резултат         | Место       | Детаљи |
| ------------------------- | ------------ | ------------ | ------------- | ------------- | ---------------- | ---------------- | ---------------- | ----------- | ------ |
| Василиос Папагеоргопулос  | 60 м         |              | 6,8           | 2. у гр. 1 КВ | 6,8              | 3 у пф. 1 КВ     | 6,8              | 5./ 16 (17) |        |
| Ставрос Менингис          | 800 м        |              | 1:57,8        | 4. у кв. 2    |                  |                  | Није се пласирао | 11/12.      |        |
| Спилиос Захаропулос       | 1.500 м      |              | 3:53,3        | 5. у гр. 3    |                  |                  | Није се пласирао | 17/24.      |        |
| Ефстратиос Василику       | 60 м препоне |              | 8,1           | 4. у гр. 4    | Није се пласирао | Није се пласирао | Није се пласирао | 14./19      |        |
| Василиос Папагеоргопулос* | скок увис    |              |               |               |                  |                  | 2,05             | 15/20.      |        |
| Христос Папаниколау       | Скок мотком  |              |               |               |                  |                  | БП               | БП          |        |

## Биланс медаља Грчке после 2. Европског првенства у дворани 1970—1971.
|                                             | Земља                                       |                                             |                                             |                                             |                                             |                                             |
| Грчка није освајала медаље на ЕП у дворани. | Грчка није освајала медаље на ЕП у дворани. | Грчка није освајала медаље на ЕП у дворани. | Грчка није освајала медаље на ЕП у дворани. | Грчка није освајала медаље на ЕП у дворани. | Грчка није освајала медаље на ЕП у дворани. | Грчка није освајала медаље на ЕП у дворани. |
| ------------------------------------------- | ------------------------------------------- | ------------------------------------------- | ------------------------------------------- | ------------------------------------------- | ------------------------------------------- | ------------------------------------------- |

|                                        | Атлетичар-ка                           |                                        |                                        |                                        |                                        |                                        |
| Није било вишеструких освајача медаља. | Није било вишеструких освајача медаља. | Није било вишеструких освајача медаља. | Није било вишеструких освајача медаља. | Није било вишеструких освајача медаља. | Није било вишеструких освајача медаља. | Није било вишеструких освајача медаља. |
| -------------------------------------- | -------------------------------------- | -------------------------------------- | -------------------------------------- | -------------------------------------- | -------------------------------------- | -------------------------------------- |